# Tirat Tseví
Tirat Tseví (en hebreu: טירת צבי) (en català: Castell de Tseví) és un quibuts de jueus ortodoxos situat en el Consell Regional d'Emek HaMayanot, a uns 10 quilòmetres al sud de la ciutat de Bet-Xean, a Israel, just a l'oest del riu Jordà i prop de la frontera amb Jordània. El quibuts tenia una població de 654 habitants el 2006.

## Geografia
Tirat Tseví es troba a 220 metres per sota del nivell del mar. El 22 de juny de 1942 en aquest indret es va enregistrar la temperatura més alta de tota Àsia: 53,7 °C.

## Història
El poble va ser fundat el 30 de juny de 1937 per jueus originaris de Polònia, Romania i Alemanya. El nom del quibuts prové del rabí Tseví Hirsch Kalischer, un dels pares del sionisme Des de la fundació, el poble ha patit diversos atacs per part de grups armats.

## Economia
La població del quibuts treballa en la indústria alimentària i a més és el principal cultivador de dàtils d'Israel amb unes 18.000 palmeres.